# Condado de Garvey
El condado de Garvey es un título nobiliario español creado por el 
rey Alfonso XIII en favor de Patricio Garvey y González de la Mota, diputado a Cortes, mediante real decreto del 6 de abril de 1923 y despacho expedido el 21 de junio del mismo año.
Su nombre se refiere al apellido de la familia Garvey, linaje de bodegueros de origen irlandés establecidos en el Marco de Jerez, en Andalucía. 

## Condes de Garvey
|                           | Titular                               | Periodo                   |
| Creación por Alfonso XIII | Creación por Alfonso XIII             | Creación por Alfonso XIII |
| ------------------------- | ------------------------------------- | ------------------------- |
| I                         | Patricio Garvey y González de la Mota | 1923-1933                 |
| II                        | Álvaro Dávila y Armero                | 1954-1988                 |
| III                       | María de Lourdes Dávila Ibarra        | 1988-2015                 |
| IV                        | Álvaro Argüeso Dávila                 | 2015-hoy                  |

## Historia de los condes de Garvey
- Patricio Garvey y González de la Mota (m. Sevilla, 29 de enero de 1933), I conde de Garvey, diputado a Cortes, mayordomo de semana del rey Alfonso XIII y Gran Placa Cruz Roja.[1][2]

Casó con Ana María Maldonado y Urquiza. El 23 de abril de 1954 le sucedió su sobrino nieto, quien fuera hijo de Álvaro Dávila Garvey y su esposa Pilar Armero Castrillo, y por tanto nieto de su hermana María Garvey González de la Mota, casada con Álvaro Dávila Agreda:
Patricio Garvey y González de la Mota tuvo dos hijos antes de su matrimonio: Mercedes Garvey Gutiérrez y Patricio Garvey Gutiérrez.
- Álvaro Dávila y Armero, II conde de Garvey, XI marqués de Villamarta-Dávila, caballero de la Real Maestranza de Sevilla.[cita requerida]
Casó con Socorro Ybarra Hidalgo (1924-2020).[4] El 24 de noviembre de 1988, previa orden del 11 de octubre del mismo año para que se expida la correspondiente carta de sucesión (BOE del 4 de noviembre),[5] le sucedió su hija:[3]

- María de Lourdes Dávila Ibarra, III condesa de Garvey, XII marquesa de Villamarta-Dávila.[6]
Casó el 28 de julio de 1984, en Jérez de la Frontera, con el abogado Arturo Argüeso y Asta-Buruaga (n. 1953).[6] El 14 de mayo de 2015, previa orden del 20 de febrero del mismo año para que se expida la correspondiente carta de sucesión,[7] le sucedió, por cesión, su hijo:[3]

- Álvaro Argüeso Dávila (n. 4 de agosto de 1985[6]), IV conde de Garvey.